# Такер (лунный кратер)
Кратер Такер (лат. Tucker), не путать с кратером Таке, — маленький ударный кратер в юго-восточной части Моря Смита на видимой стороне Луны. Название присвоено в честь американского астронома Ричарда Холи Такера (1859—1952) и утверждено Международным астрономическим союзом в 1979 г.

## Описание кратера

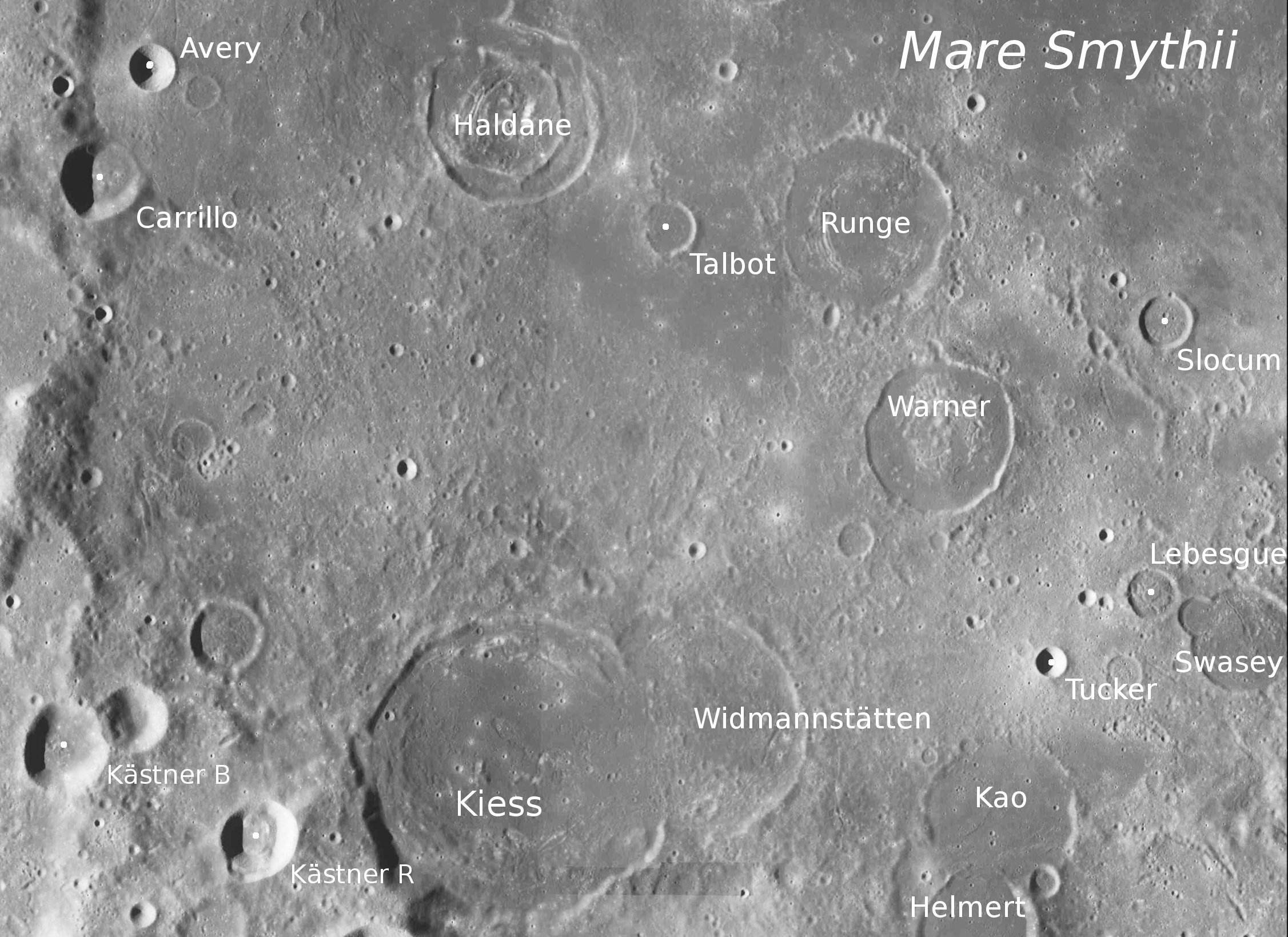
Окрестности кратера Такер. Снимок зонда Lunar Reconnaissance Orbiter.

Ближайшими соседями кратера Такер являются кратер Видманштеттен на западе; кратер Уорнер на северо-западе; кратер Лебег на северо-востоке; кратер Суэзи на востоке и кратер Као на юге. Селенографические координаты центра кратера 5°37′ ю. ш. 88°13′ в. д. / 5,62° ю. ш. 88,21° в. д., диаметр 6,8 км, глубина 1200 м
Кратер имеет циркулярную чашеобразную форму, практически не разрушен, обладает высоким альбедо. Вал с четко очерченной острой кромкой и гладким внутренним склоном. Высота вала над окружающей местностью достигает 260 м, объём кратера составляет приблизительно 14 км³. По морфологическим признакам кратер относится к типу ALC (по названию типичного представителя этого класса — кратера Аль-Баттани C).

## Сателлитные кратеры
Отсутствуют.